# ツーシグマ・インベストメント
ツーシグマ・インベストメント（英語: Two Sigma Investments）は、2001年に設立されたアメリカのヘッジファンドである。2001年設立。創業者はジョン・オーバーデックとデビッド・シーゲル。
ジョン・オーバー・デックは1986年、第7回国際数学オリンピックで16歳にして銀メダルを獲得、その後16歳でスタンフォード大学に進学し数学と統計学の学位を取得後、D・E・ショーというクォンツ・ファンドに入社。D・E・ショーでマサチューセッツ工科大学でコンピューター科学の博士号を取得した共同創業者のシーゲルと出会った。
一旦、オーバーデックはアマゾンに、シーゲルは大手ヘッジファンドであるテューダーでの経験を経て2001年にツーシグマを設立。オーバデックが運用モデルを考案して、それをシーゲルがPCに落とし込むという役割を追っており、現在は800人程度が在籍しており、統計学や数学の博士号取得者からプログラマーが在籍してAI運用を行っている。
ツーシグマは複数のファンドを設定、歴史2004年に設定したスペクトラムの運用成績は手数料後で年平均9.7%、05年設定のコンパスは手数料後で年平均15.0%となっている。また下落に強いという特徴があり、2015年の相場下落時にも他のヘッジファンドが苦戦するなか、10%程度の利回りを確保している。その結果運用資産額も急激に伸ばしており、シモンズ率いるルネサンス・テクノロジーの運用総額に並ぶ280億ドルとなっている。
2016年のヘッジファンドの報酬ランキングではオーバーデックとシーゲルが7.5億ドルずつで第3位にランクインしている。